# 菟道磯津貝皇女
菟道磯津貝皇女（うじのしつかいのひめみこ）、あるいは菟道皇女 （うじのひめみこ、生没年未詳）は、飛鳥時代の皇族。
敏達天皇と広姫の皇女。同母兄に押坂彦人大兄皇子。同母姉に逆登皇女（さかのぼりのひめみこ）。
宇遅王（うじのおおきみ）ともいう。
『日本書紀』巻第二十によると、敏達天皇7年3月（578年）に「菟道皇女を以て、伊勢の祠（まつり）に侍らしむ」とあるので、伊勢斎宮のような立場にあったとされているが、池辺皇子に強姦され、任を解かれた、という記録が残されている。
なお、敏達天皇と推古天皇の皇女に、のちに聖徳太子の妃となった菟道貝蛸皇女がおり、彼女の別名も「菟道磯津貝皇女」とされている。本居宣長は『古事記伝』で、ここの「磯津貝」を、聖徳太子妃の皇女の名が紛れ込んだ結果であろうと説明している。